# Demonax erythrops
Demonax erythrops är en skalbaggsart som först beskrevs av Louis Alexandre Auguste Chevrolat 1863.  Demonax erythrops ingår i släktet Demonax och familjen långhorningar.
Artens utbredningsområde är Sarawak. Inga underarter finns listade i Catalogue of Life.